# Equilibri dinàmic
Un equilibri dinàmic ocorre quan dos processos reversibles ocorren al mateix pas. Molts processos (com ara algunes reaccions químiques) són reversibles i quan estan en equilibri dinàmic, reaccions oposades ocorren al mateix temps.
Un exemple del procés pot ser imaginat amb una galleda plena d'aigua que es col·loca en una cambra petita. L'aigua de la galleda evapora, i l'aire en la cambra es comença a saturar del vapor d'aigua. Eventualment, l'aire en la cambra serà completament saturat i el nivell d'aigua en la galleda pararà completament la seva davallada. No obstant això, l'aigua en la galleda segueix evaporant. El que passa és que les molècules d'aigua en l'aire de tant en tant xoquen contra la superfície de l'aigua i es tornen a condensar. Això ocorre al mateix pas al qual l'aigua evapora de la galleda. Aquest és en un exemple de l'equilibri dinàmic perquè el pas d'evaporació és igual al pas de la condensació.
El concepte d'equilibri dinàmic no és limitat als simples canvis d'estat. Amb freqüència està aplicat a l'anàlisi cinètica de reaccions químiques per obtenir informació útil sobre la proporció de reactius i productes que formaran l'equilibri. En un equilibri les concentracions dels reactius i les concentracions dels productes són constants.
El terme també té altres aplicacions. Sempre es refereix a una situació mantingut estable per processos en equilibri. Per exemple, en biologia, la biocenosi es crea una estable comunitat d'organismes resultat de l'equilibri dels indexos de natalitat i de mortalitat.